# مرصد القطب الجنوبي
مرصد القطب الجنوبي أو تلسكوب القطب الجنوبي  (بالإنجليزية:(South Pole Telescope (SPT) هو تلسكوب راديوي له طاسة (هوائي) في شكل قطع مكافيء يبلغ قطرها 10 متر، وهو يقع في محطة أموندسن-سكوت بالقطب الجنوبي. يقيس التلسكوب في حيز الموجات الكهرومغناطيسية تحت المليمتر، أي يقيس الترددات 95، و150 و220 ميجا هرتز.

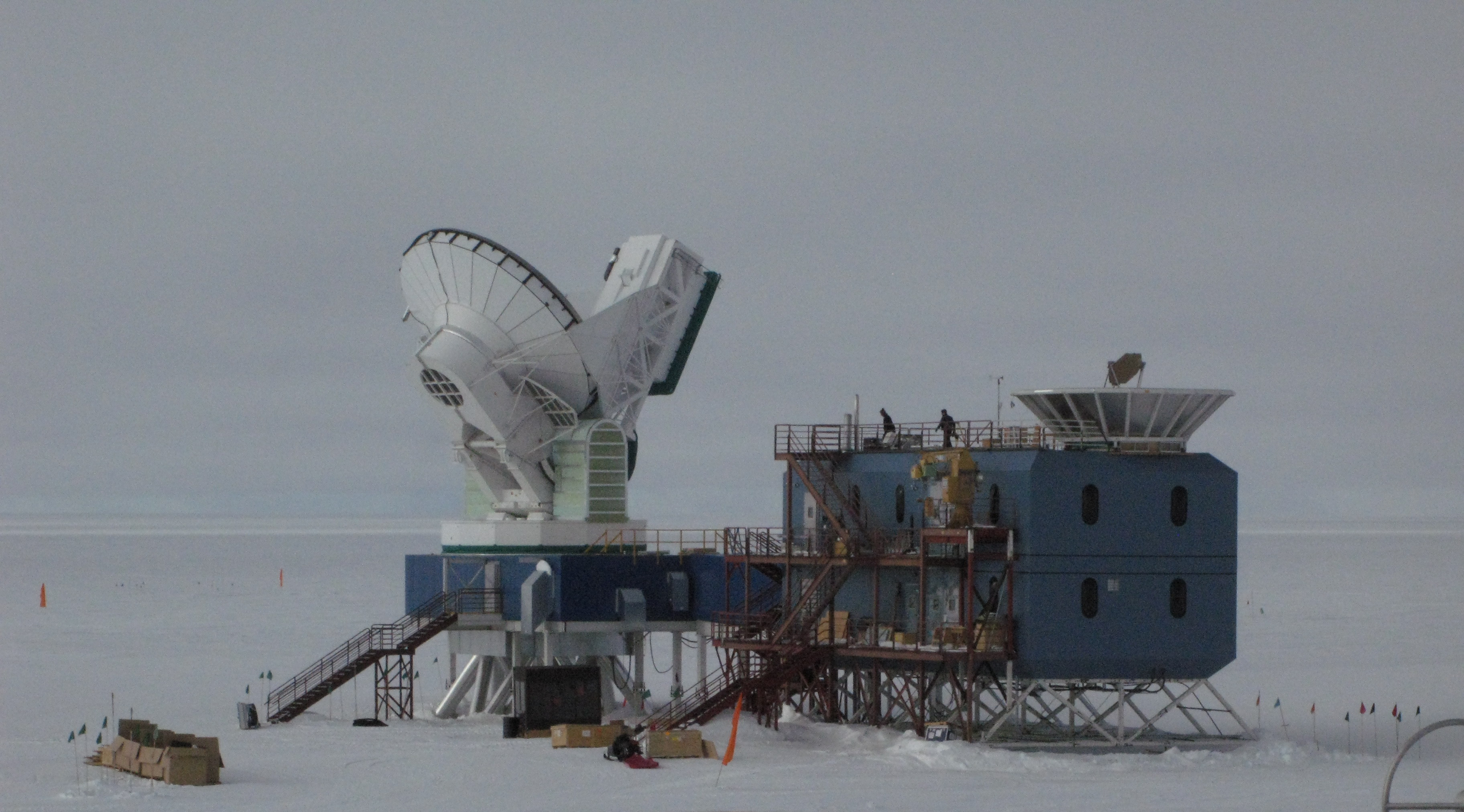
معمل الجزء المظلم في محطة أموندسن-سكوت بالقطب الجنوبي ، ويبدو في الصورة تلسكوب القطب الجنوبي (إلى اليسار) وأجهزة تجربة بيسيب 2 (إلى اليمين)

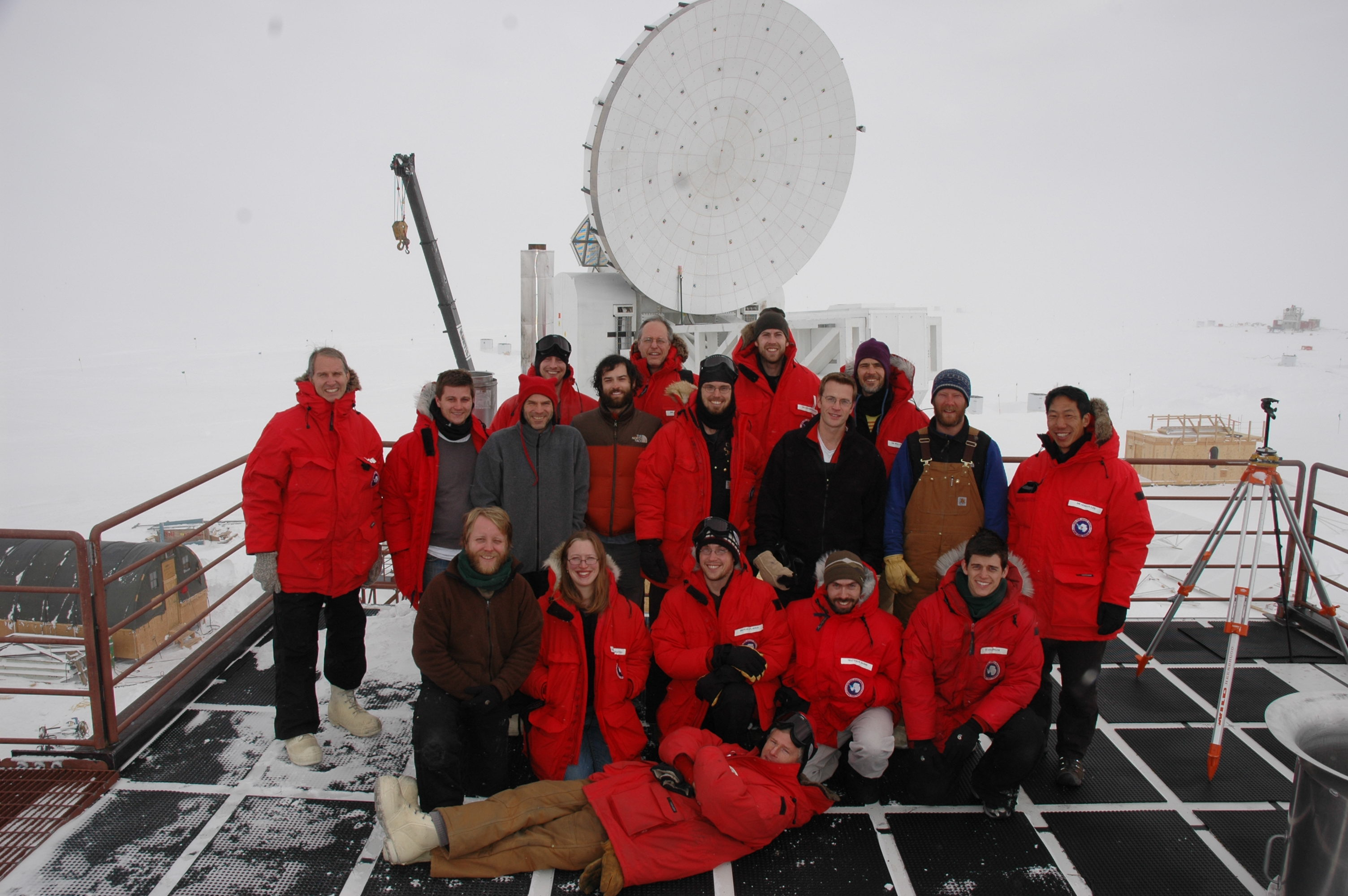
مرصد القطب الجنوبي. مجموعة العلماء الباحثين أمام التلسكوب

اختير هذا المكان الصعب لهذا المرصد وما يقوم به من تجارب لما له من جو بارد وجاف للقيام بقياسات عند القطب الجنوبي، مستخدما كاميرا بولومترية تقيس حرارة الأشعة الساقطة من أجزاء سماوية فوق القطب الجنوبي). الكاميرا مزودة حاليا بـ 960 مكشاف حساس تستطيع رصد مساحات واسعة من السماء في فترة وجيزة ورسمها. كما تسمح دقة العاكسات بالقيام بتسجيل أيضا الموجات الكهرومغناطيسية التي تبلغ أطوال موجاتها تحت المليمتر.

## الغرض
الغرض الرئيسي لتلسكوب القطب الجنوبي هو اكتشاف أعداد كبيرة من تجمعات المجرات بواسطة استخدام تأثير سونيايف-زيلدوفيتش، ومنها ربما إمكانية التعرف على المادة المظلمة. كما يقوم المرصد برصد اختلافات في توزيع إشعاع الخلفية الميكرويفي الكوني.
كما يمكن لتلسكوب القطب الجنوبي إجراء مسح واسع للسماء ويقيس مجرات رادوية ويكتشفها، وكذلك يستطيع «رؤية» مجرات ترسل أشعة تحت الحمراء قد تكون بعيدة جدا عنا عن طريق تأثير عدسات الجاذبية بيننا وبينها.
كما تجرى في مرصد القطب الجنوبي عدة تجارب تجرى على مراحل تسمى بيسيب، خاصة بدراسة مرحلة التضخم الكوني الذي يعتقد العلماء في حدوثه بعد الانفجار العظيم مباشرة.

## المؤسسات والجامعات المشتركة
تقوم المؤسسة الوطنية الخيرية للعلوم الأمريكية بتمويل المرصد. وتتضمن مشروعاته العلمية تضافر علماء من جميع انحاء العالم من عدة مؤسسات علمية وجامعات أمريكية من ضمنها كالتيك ومركز هارفارد-سميثونيان للفيزياء الفلكية وجامعة كارديف وجامعة شيكاغو، ومؤسسة الطاقة الذرية والطاقة المتجددة الفرنسية، وجامعة كاليفورنيا سان ديجو (بيسيب 1، وبيسيب 2)، والمعهد الوطني للمعايير والتكنولوجيا الأمريكي NIST وجامعة تورنتو بكندا (بيسيب 2، وبيسيب 3، مصفوف كيك) و«جامعة كيس وسترن ريزيرف» (مصفوف كيك).
أعلن العلماء المشاركون في تجربة بيسيب 2 بتاريخ 17 مارس 2014 قياس نمط ب من استقطاب أشعة الخلفية الميكرويفي الكوني، وهو فتح علمي جديد بعدما تثبت صحة نتائجهم التي تؤيد التضخم الكوني وقياسهم لموجات ثقالية.

## قياس الميكروويف عند القطب الجنوبي
يتقدم مرصد القطب الجنوبي مراصد العالم بالنسبة لرصد الموجات الكهرومغناطيسية التي يبلغ طول موجتها تحت المليمتر القادمة إلينا من جميع أنحاء السماء، ولكنه في موقعه في القطب الجنوبي فهو يستطيع رصد نصف الكرة السماوية الجنوبي. يبلغ ارتفاع القطب الجنوبي 8و2 كيلومتر عن سطح البحر مما يعني أن ضغط الجو خفيف وبارد جدا مما يجعل الهواء جافا، بحيث لا تعوق الرطوبة في الجو القياسات.
تلك الخصاص هامة بالنسبة لرصد موجات طول موجتها مليمتر أو أقصر حيث لا يحدث امتصاصا للأشعة في قطرات البخار الذي يعيد إصدارها مما تحدث تشويشا على إشارات آتية من الكون. ونظرا لأن الشمس لا تسطع وتغرب يوميا أثناء الشتاء الأسترالي يكون الجو مناسبا تماما لعمليات الرصد. كما لا تحدث شوشرة من أشعة الشمس في حيز الأشعة الكهرومغناطيسية المليمترية خلال ذلك الفصل من السنة. وبالطبع لا يمكن الرصد من هذا المكان سوى منطقة نصف الكرة السماوية الجنوبية. لا يوجد في القطب الشمالي منطقة تسمح بإجراء تلك الأرصاد.

## التلسكوب
التلسكوب من نوع مقراب غريغوري راديوي ذو صينية عاكسة قطرها 10 متر. وهو مبني في القطب الجنوبي ويمكن تدويره حول محورين أحدهما أفقي والآخر رأسي بحيث يعادل حركة دوران الأرض عند تركيزه على نقطة سماوية معينة. التلسكوب مصمم «لرؤية» حقل واسع نسبيا من السماء يبلغ 1 درجة مربعة، في حين أنه يهديء من شوشرة انعكاسات علي أجزاء الداخلية. سوي سطح المرآة بدقة 25 ميكرومتر بحيث تسمح باستقبال اطوال موجة قصيرة تحت المليمتر. المرآة الثانية مبردة تبريدا شديدا حتى 10 كلفن، ولها مرشح من شبكة معدنية. يعمل المرشح على منع الترددات العالية من الاشعة بحيث تستطيع الكاميرا تسجيل الترددات المنخفضة، وهي ترددات ذات طول موجة تحت المليمتر.
من ميزات التلسكوب أنه يمكن تحريكه وضبطه على نقطة معينة في السماء بحيث لا تتحرك الأشعة الساقطة على مرآة التلسكوب. هذا الضبط الحركي للتلسكوب بالإضافة إلى اتساع زاوية رؤيته تجعله قادرا على مسح مساحات واسعة من السماء، وذلك هو الهدف العلمي في مسح مجموعات وعناقيد المجرات وقياس استقطاب إشعاع الخلفية الميكرويفي الكوني.

## كاميرا SPT-SZ
التلسكوب مزود بكمرتين أحدهما كاميرا SPT-SZ والأخري SPTpol. كانت الكاميرا الأولي المركبة على التلسكوب تحتوي على 960 وحدة من مصفوفات بولومتر (يقيس حرارة الأشعة) من نوع مجس حافة انتقال TES مبردة تبريدا شديدا بالهيليوم السائل حتى درجة 4 كلفن، مما يجعله أحد أكبر مصفوفات البولومترات التي بنيت في العالم. سميت الكاميرا SPT-SZ لأنها مصممة لرصد تجمعات المجرات عن طريق تحسس تأثير سونيايف-زلدوفيتش Sunyaev-Zel'dovich Effect. المستوى البؤري للكاميرا كان مقسما إلى ستة أجزاء مربعة، يحتوي كل جزء منها على 160 مكشاف (مجس). تستطيع الاجزاء الحساسة رصد ثلاثة ترددات: 95 جيجا هرتز و150 جيجا هرتز و220 جيجا هرتز. ويمكن لكل من أجزاء المستوى البؤري تحسس الموجات الكهرومغناطيسية عند مختلف الترددات. وخلال عمر الكاميرا أثناء قياس تأثير سونيايفا-زيلوفيتش كان المستوى البؤري يعمل بجزء حساس لتردد 95 جيجا هرتز وأربعة أجزاء لتحسس تردد 150 جيجا هرتز، وجزء يتحسس تردد 220 جيجاهرتز.

## كاميرا SPTpol
الكاميرا المركبة حاليا على التلسكوب SPT مصممة أيضا للعمل بمصفوفات مكشافات حافة انتقال TES المبردة شديدا على أن تكون أشد حساسية من الكاميرا SPT-SZ ، وهي خاصة لقياس استقطاب الضوء polarization الآتي ولهذا سميت SPTpol - أي مقياس الاستقطاب لمرصد القطب الجنوبي. تتكون الكاميرا من 780 بكسل حساس للاستقطاب، كل بكسل يتكون من 2 بولومتر، كل واحد منهما حساس لأحد الاستقطابات الخطية. وهي موزعة لاستقبال الترددات 90 جيجا هرتز و150 جيجا هرتز.

## تفاصيل الأهداف والنتائج
تم الجزء الأول من أرصاد مرصد القطب الجنوبي في أكتوبر 2011 حيث تم مسح 2500 درجة مربعة للبحث عن تجمعات مجرات عن طريق تأثير سونيايف-زيلدوفيتش، وهو اختلال يحدث لاشعة الخلفية الميكرويفي الكوني بسبب تفاعل فوتونات إشعاع الخلفية مع الغازات الساخنة المتأينة في تجمعات المجرات.
وقد عثر الرصد على مئات من تجمعات المجرات لها انزياح أحمر على مدى واسع (أي على أبعاد كبيرة منا).
وعندما تقارن القياسات الدقيقة للانزياح الأحمر مع تقدير كتل تجمعات المجرات، فسيأتي هذا المسح بنتائج هامة بالنسبة لتوزيع المادة المظلمة التي لا تزال تحير عقولنا حتى الآن.
وقد استطاع المسح السماوي الذي أجراه التلسكوب بالكاميرا SPT-SZ أيضا في إجراء قياسات دقيقة جدا لتوزيع إشعاع الخلفية الميرويفي الكوني تصل إلى دقة 5 دقيقة قوسية. كما اكتشف مجموعة من المجرات بعيدة جدا تنشأ فيها نجوم جديدة عن طريق تكبير عدسات جاذبية.
وكان الهدف الرئيسي من استخدام الكاميرا SPTpol الحالية هو قياس ما يسمى نمط ب أو مركبة تدوير استقطاب أشعة الخلفية الميكرويفي الكوني. هذا النمط ب ينشأ عند زوايا صغيرة بسبب استقطاب «النمط إي» E-mode بسبب عدسات الجاذبية (وهو استقطاب حدث بسبب تغيرات في الكثافة حدثت وقت صدور إشعاع الخلفية الميكرويفي الكوني).
وعلى زوايا كبيرة بسبب تفاعل اشعاع الخلفية الميكرويفي الكوني مع موجات ثقالية نشأت خلال فترة تضخم الكون.
قياس الإشارات الدقيقة لنمط ب من الاستقطاب يمكن ان يعطي وصفا لظروف توسع البنية بين وقت إصدار اشعاع الخلفية الميكروني الكوني والوقت الحالي، وبناء على ذلك يعطي وصفا للأحداثيات الكونية التي تؤثر على تمدد الكون، بما في ذلك من تعيين الكتلة الكلية للنيوترينوات.
وبتحليل نتائج قياسات الفصل الأول من أرصاد كاميرا الاستقطاب SPTpol
فقد اعلت مجموعة العلماء العاملة مؤخرا (2013) عن أول اكتشاف لإشارة النمط ب.
وفي إمكان قياس نمط ب على المستوى الواسع أن يصف ظروف طاقة التضخم الكوني، أي له إمكانية وصف فيزياء الكون عند نشأته والطاقة العظيمة التي لازمت الانفجار العظيم.
وتهدف مجموعة العلماء العاملة على التلسكوب الآخر، تلسكوب أتاكاما الكوني، إلى أرصاد علمية مماثلة ومكملة.

## الوضع الحالي

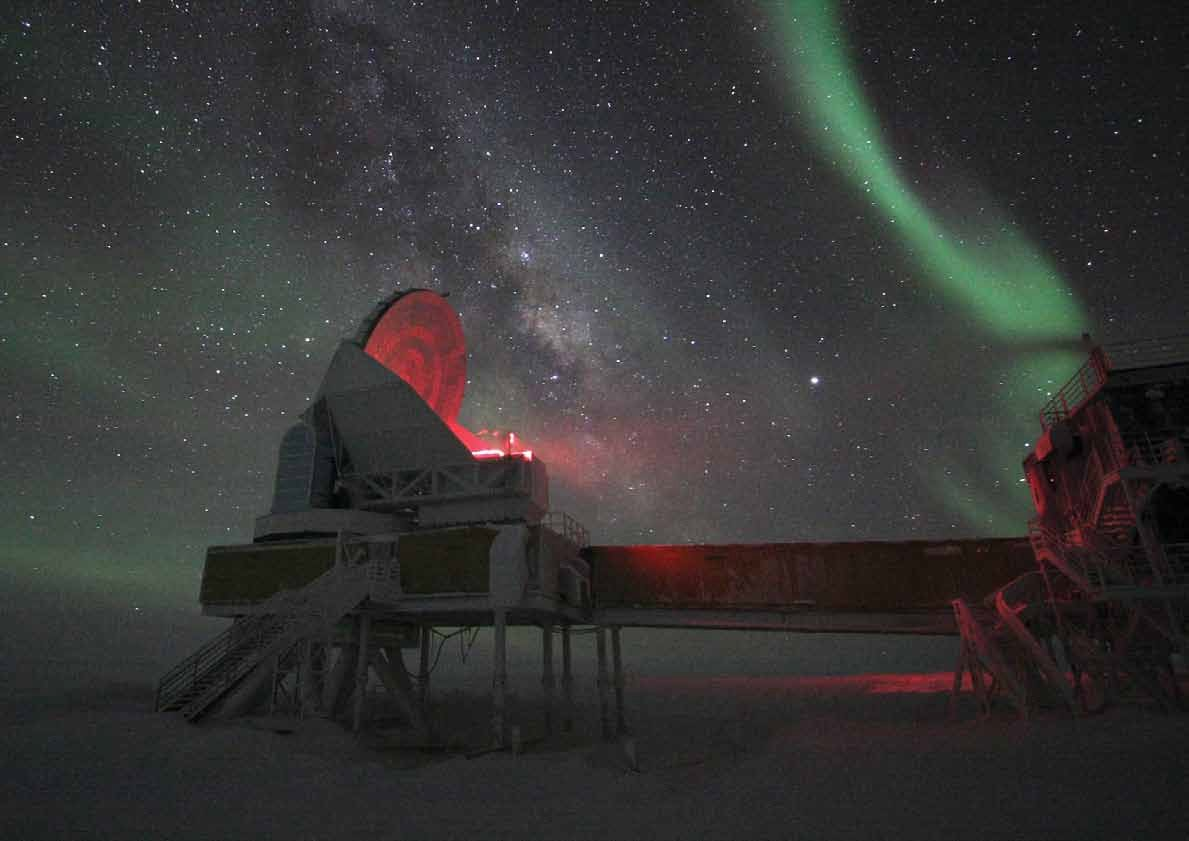
التلسكوب كما يري خلال فصل الشتاء الأسترالي

رأي تلسكوب القطب الجنوبي الضوء أول مرة في 16 فبراير 2007 وبدأ الرصد العملي في مارس من نفس السنة.
تم أجراء عمليات بدء الرصد والقيام بمسح ابتدائي صغير للسماء خلال الشتاء الأسترالي 2007 حيث تولى "ستيفن بادين " وزاك ستانيسلافسكي " الرصد طول الشتاء. وأجري رصد لحقل سماوي كبير في 2008 حيث قام "كيث فاندرلاين " و«دانا هروبيس» القياس خلال الشتاء، ثم تولى منهم "اريك شيوكوف " و"روز وليامسون " في شتاء عام 2009 .
في ديسمبر 2009 أدخلت تعديلات على الكاميرا للقيام بالرصد في عام 2010، وتم رصد 2500 درجة مربعة بمسح استخدم فيه تأثير سونيايف-زيلدوفيتش خلال العامين 2010 و2011 حيث تولى قياسات طول فصل الشتاء «دانا هروبيس» و«دانيل لونج-فان».
رأت الكامير SPTpol أول ضوء في 27 يناير 2012 واجريت بعض الأرصاد. قام بأول قياسات فصل الشتاء الأسترالي كل من «سينتيا شيانج» و«نيكولاس هوانج» حيث قاما باجراء مسح سماوي باتساع 100 درجة مربعة. وتولي في قصل شتاء عام 2013 «دانا هروبيس» و«جاسون جاليشيو» القيام بالرصد في حقل أكبر كجزء من الرصد الكامل لنصف الكرة السماوية الجنوبية بواسطة الكاميرا SPTpol .

## اقرأ أيضا
- إشعاع الخلفية الميكرويفي الكوني
- نمط ب
- بلانك (مرصد فضائي)
- استقطاب (فيزياء)
- انفجار عظيم
- بيسيب ومصفوف كيك
- بلانك (مرصد فضائي)
- مستكشف الخلفية الكونية
- مسبار ويلكينسون لقياس اختلاف الموجات الراديوية
- تأثير سونيايف-زيلدوفيتش
- تلسكوب أتاكاما الكوني